# Aphaenoserica insularis
Aphaenoserica insularis är en skalbaggsart som beskrevs av Moser 1913. Aphaenoserica insularis ingår i släktet Aphaenoserica och familjen Melolonthidae. Inga underarter finns listade i Catalogue of Life.